# Lomographa platyleucata
Lomographa platyleucata es una especie de polillas de la familia Geometridae. La especie fue descrita por primera vez por el entomólogo inglés Francis Walker en 1862, con distribución en China, Bután, India, Nepal y la Isla de Taiwán. El sintipo fue descrito en el estado de Sarawak de Malasia.

## Descripción
Es una polilla de color rosa y blanco. Las alas anteriores son anchas, con bordes anteriores de color marrón amarillento, ápice en ángulo recto y bordes externos curvados hacia afuera. Hay finas manchas negras esparcidas por Todo el cuerpo del ala. Las manchas de las células terminales son pequeños puntos negros. Las alas traseras son anchas, con bordes exteriores redondeados La línea media posterior es un amplio halo gris.
Las antenas son filamentosas, de color blanco en la base y el resto de color marrón amarillento.

## Subespecies
- Lomographa platyleucata platyleucata (India, Nepal)
- Lomographa platyleucata asynapta (Wehrli, 1938) (China: Shaanxi)[2]
- Lomographa platyleucata marginata (Wileman, 1914) (Isla de Taiwán,[3] China: Sichuan, Fujian)[4]